# Ría Pirata
La ría Pirata(51°22′S 59°24′O / -51.367, -59.400) es un brazo de mar que se interna en la costa noreste de la isla Gran Malvina del archipiélago de las Malvinas, que según la Organización de las Naciones Unidas (ONU), está en litigio de soberanía entre el Reino Unido, quien lo administra como parte del territorio británico de ultramar de las Malvinas, y la Argentina, quien reclama su devolución, y la integra en el departamento Islas del Atlántico Sur de la provincia de Tierra del Fuego, Antártida e Islas del Atlántico Sur.  
Esta ría se ubica en la entrada noreste del seno de Borbón, entre las puntas Pingüino y Tamar, y se encuentra en cercanías del Paso Tamar.